# Terceira cúpula do BRICS
A terceira cúpula do BRICS(pt-BR) ou terceira cimeira BRICS(pt-PT?) foi realizada em Sanya, República Popular da China, em 14 de abril de 2011. Os cinco chefes de estado integrantes do grupo compareceram ao evento: o Presidente da República Popular da China Hu Jintao, o Presidente da África do Sul Jacob Zuma, a Presidente do Brasil Dilma Rousseff, o Presidente da Rússia Dmitri Medvedev e o Primeiro-ministro da Índia Manmohan Singh. Após a segunda cúpula em Brasília em 2010, na qual a África do Sul foi convidada, o grupo, conhecido anteriormente como BRIC, passou a se chamar BRICS com a admissão da África do Sul como membro integral em 2011.

## Sistema Monetário
O assunto principal da cúpula que foi discutido foi a reforma do Sistema Monetário Internacional. Conforme o Ministro do Exterior chinês, o país vai fortalecer na cúpula a coordenação e a cooperação mútua para a reforma do sistema monetário. Por mais que a economia dos países participantes da cúpula sejam diferentes, todos tem um interesse em comum: Transformar o G20 no principal mecanismo de gerenciamento da economia global.

## Ataques na Líbia
Os líderes do BRICS criticaram no dia 14 de abril os ataques na Líbia e defendem a busca pelo diálogo para dirimir impasses e controvérsias. O comunicado evita condenar as operações militares da OTAN na Líbia. Ao mesmo tempo, os países do BRICS vão apoiar eventuais ações, desde que sejam autorizadas pelo Conselho de Segurança das Nações Unidas.

## Líderes

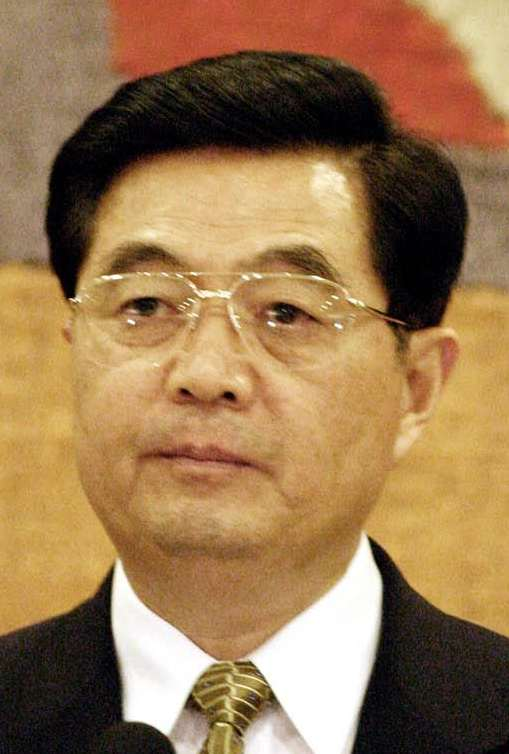
Hu Jintao, Presidente da República Popular da China (anfitrião).
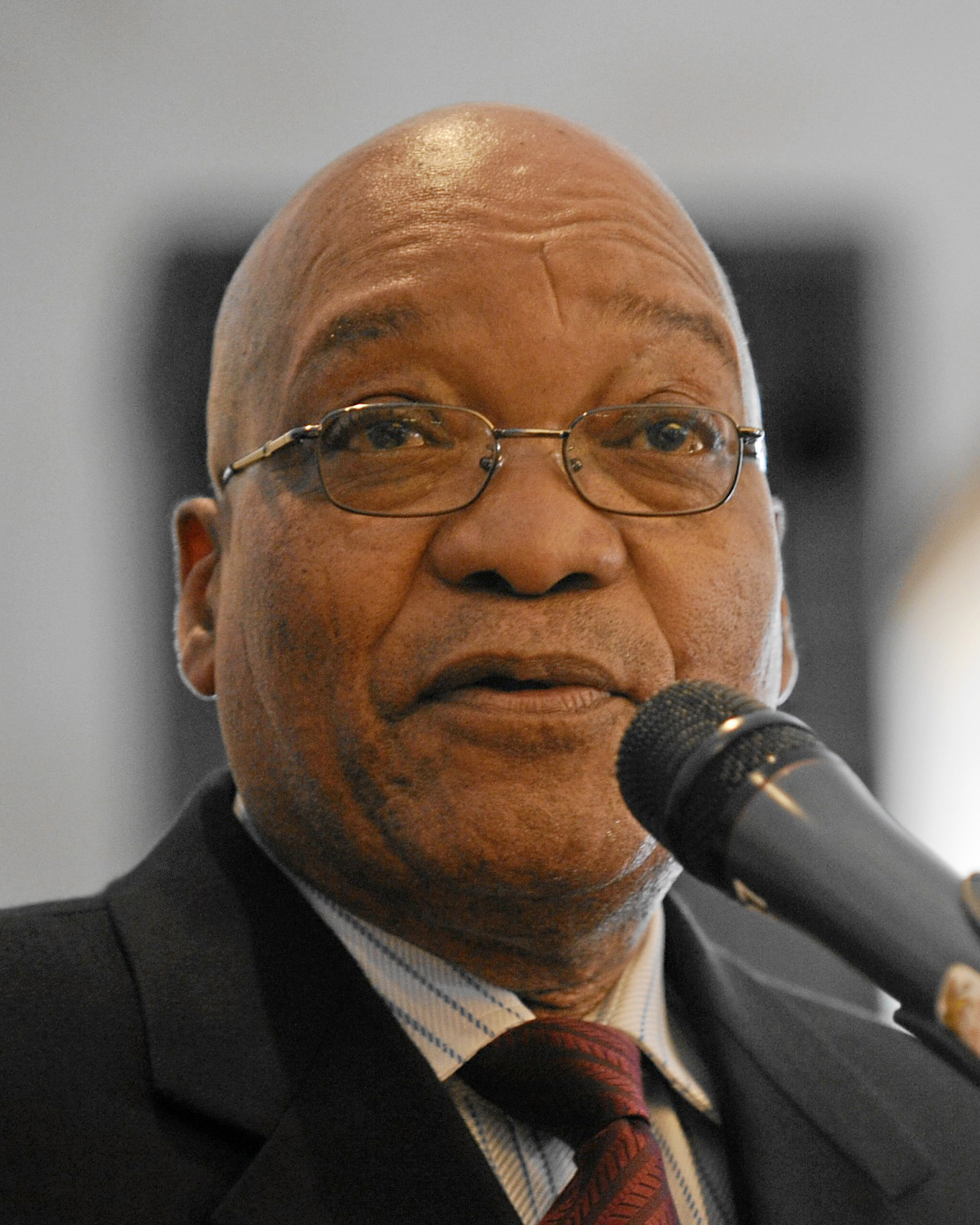
Jacob Zuma, Presidente da África do Sul.
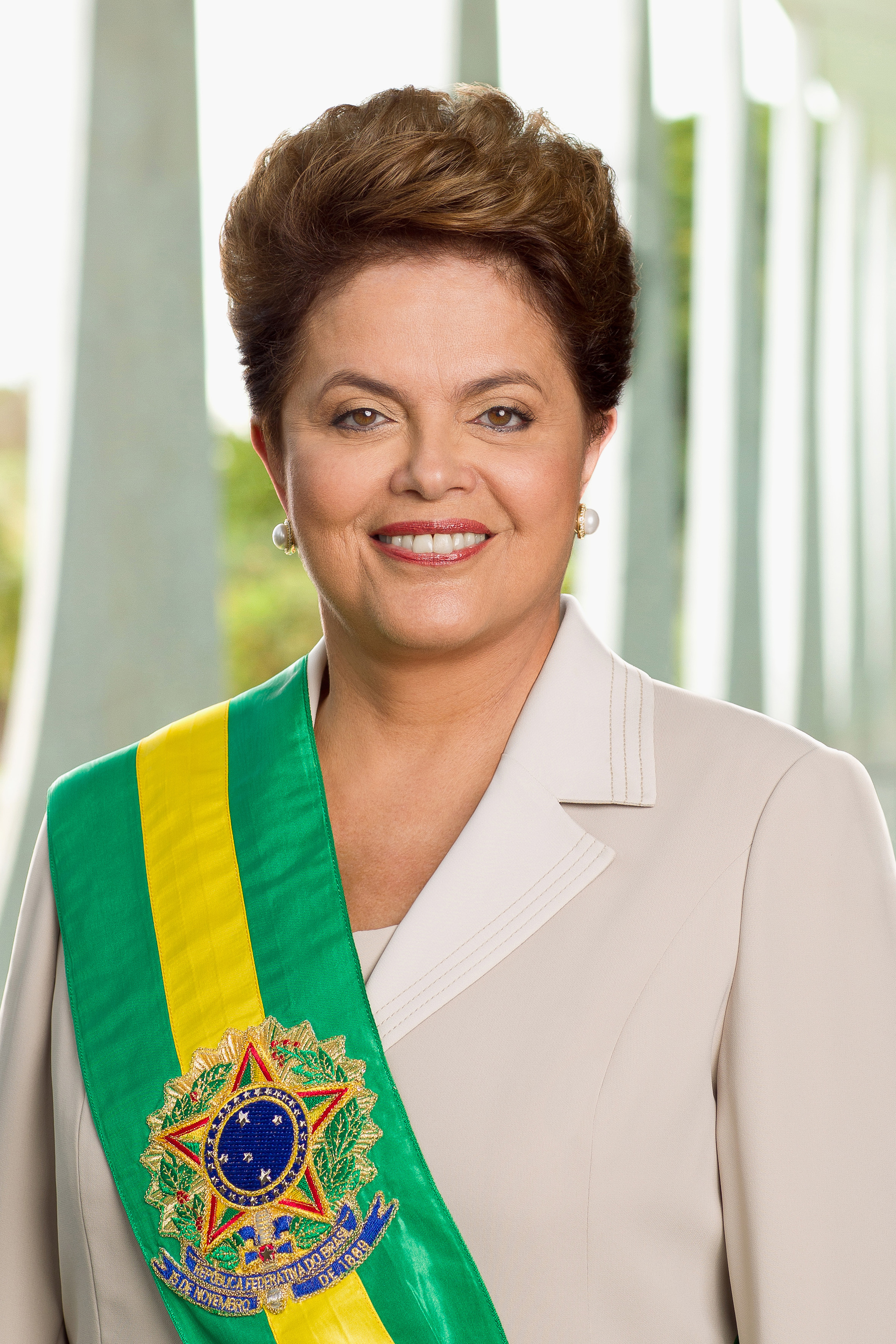
Dilma Rousseff, Presidente do Brasil.
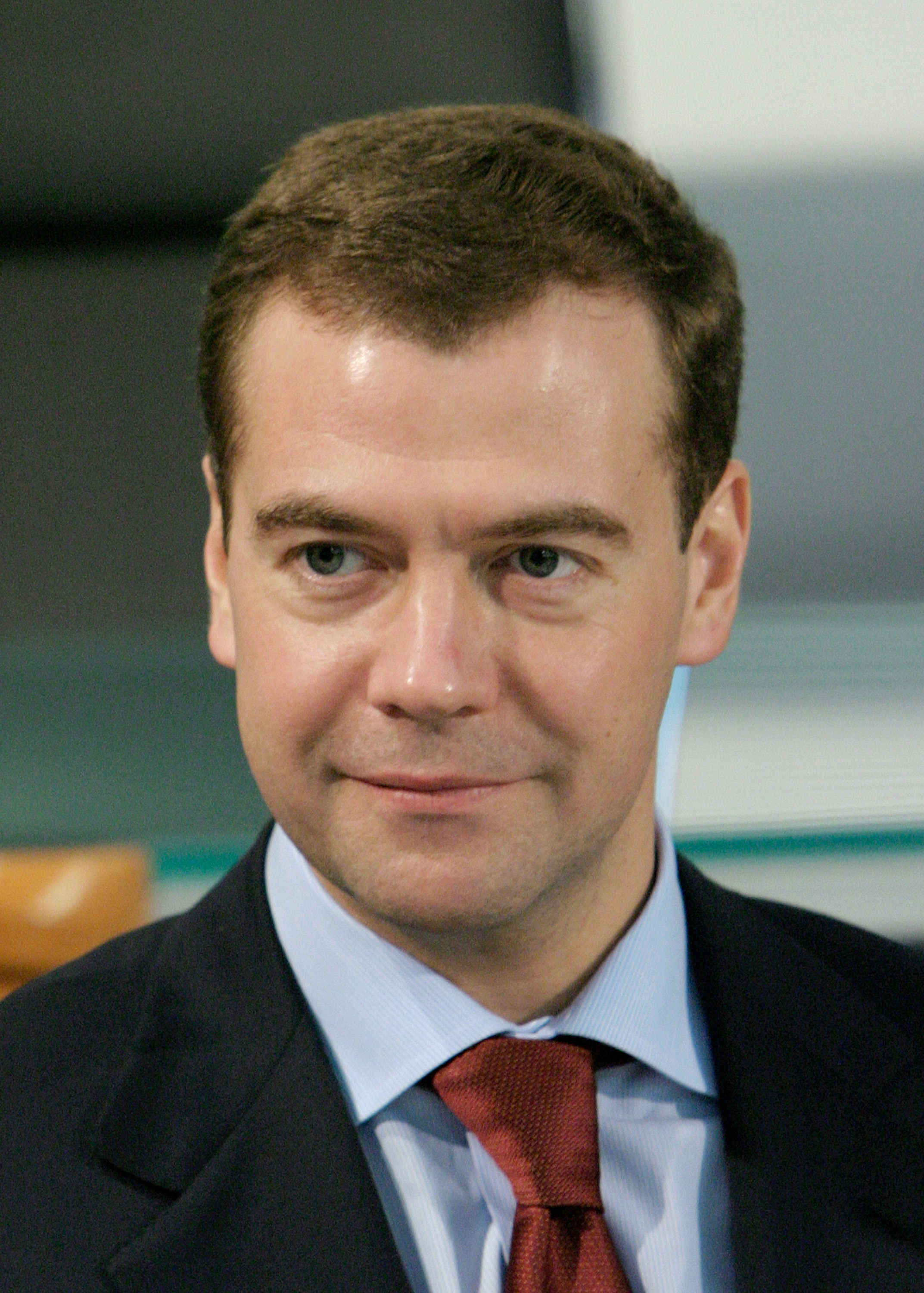
Dmitri Medvedev, Presidente da Rússia.
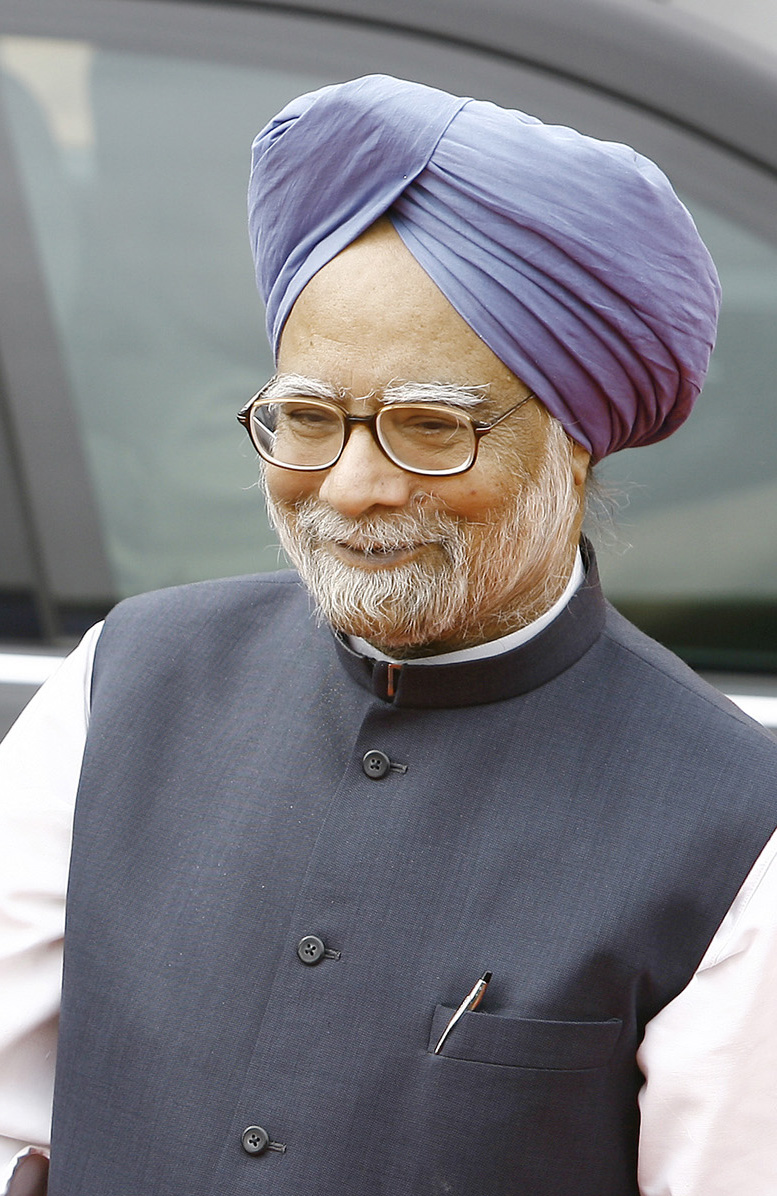
Manmohan Singh, Primeiro-ministro da Índia.